# Hayange
Hayange é uma comuna francesa na região administrativa de Grande Leste, no departamento de Mosela. Estende-se por uma área de 12,23 km². Em 2010 a comuna tinha 846 habitantes (densidade: 69,2 hab./km²).